# Jarmila Jägerová-Butulová
Jarmila Jägerová-Butulová, také Butulová (11. října 1892 Sedlčany – po 1950 ?) byla česká malířka, členka Kruhu výtvarných umělkyň. 

## Životopis
Narodila se v Sedlčanech v rodině lékaře Theodora Butuly (* 1852) a jeho manželky Žofie, rozené Zahrádkové. Měla starší bratry Miloslava/Miloše (1884) a Vojtěcha (1885), kteří oba vystudovali práva. Otec byl v době Jarmilina narození lékařem v Sedlčanech, později okresním lékařem v Klatovech a od roku 1913 sekundářem všeobecné nemocnice v Praze. Matka s dětmi bydlela nejdříve v Klatovech, a po roce 1913 v Praze samostatně.
Výtvarné zájmy Jarmilu přivedly na Uměleckoprůmyslovou školu v Praze, kde se dala zapsat do kursů malby a kresby (Prof. Jan Beneš, Josef Schusser, Heinrich Jakesch a Emilie Krostová). Od roku 1918 se na téže škole na tři roky stala asistentkou prof.Jakuba Schikanedra.
Soukromě studovala porcelán, batiku a zpracování dřeva.
Dne 18. června 1921 se Jarmila Butulová v Praze provdala za kapitána ministerstva národní obrany Luigi Jägera. 
V Adresářích výtvarných umělců československých z let 1928–19̟39 chybí.

## Dílo
Věnovala se figurální malbě, kresbě, , dále batice a keramice.
Vystavovala s Kruhem výtvarných umělkyň, jehož členkou se stala snad již roku 1920, ale v evidenci Anny Roškotové z roku 1935 chybí. O jejím osudu v době válečné a poválečné publikované informace zatím  chybí. 